# Jewgenija Wladimirowna Brik

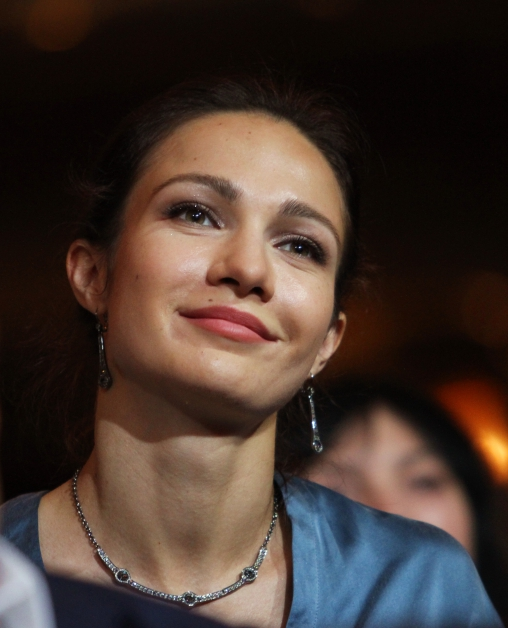
Jewgenija Wladimirowna Brik (2013)

Jewgenija Wladimirowna Brik (russisch Евгения Владимировна Брик, wiss. Transliteration Evgenija Vladimirovna Brik; * 3. September 1981 in Moskau, RSFSR, Sowjetunion als Jewgenija Wladimirowna Chiriwskaja, russisch Евгения Владимировна Хиривская, wiss. Transliteration Evgenija Vladimirovna Chirivskaja; † 10. Februar 2022 in Los Angeles, Kalifornien, Vereinigte Staaten) war eine russische Schauspielerin und Model.

## Leben
Brik wurde am 3. September 1981 in Moskau als Tochter des Wissenschaftlers Wladimir Jewgenjewitsch Chiriwski und Galina Chiriwskaja unter dem Namen Chiriwskaja geboren. Sie hat eine elf Jahre jüngere Schwester. Sie übernahm ihren späteren Nachnamen von ihrer Großmutter Sofia Brik. Sie besuchte die Musikschule Mstislaw Rostropowitsch und machte ihren dortigen Abschluss im Fach Klavier. Später arbeitete sie nebenberuflich als Model im All-Union House of Clothing Models bei Kuznetsky Most. Ihren Schauspielabschluss machte sie schließlich 2004 an der RATI-GITIS. Von 2006 bis zu ihrem Tod war sie mit dem russischen Filmproduzenten Waleri Petrowitsch Todorowski verheiratet. Ab 2008 lebte die Familie in den USA. 2009 kam dort die gemeinsame Tochter Zoey Todorovsky zur Welt, die als Nachwuchsdarstellerin tätig ist. Sie war außerdem zweifache Stiefmutter der Kinder ihres Mannes aus dessen erster Ehe mit der Drehbuchautorin Natalja Tokarewa.
Brik verstarb am 10. Februar 2022 in Los Angeles an den Folgen einer Krebserkrankung.

## Karriere
Zu Beginn des 21. Jahrhunderts während ihrer Schauspielausbildung folgten für Brik erste Besetzungen in Filmproduktionen. Von 2005 bis 2008 stellte sie in insgesamt 12 Episoden der Fernsehserie Matrioshki – Mädchenhändler die Rolle der Kalinka dar. 2012 übernahm sie die weibliche Hauptrolle der Asya im Kriegsfilm Blood of War. Eine größere Rolle übernahm sie 2013 im Fantasyfilm Dark World 2 – Equilibrium. 2017 übernahm sie wiederkehrende Serienrollen in den Fernsehserien Adaptatsiya und The Optimists. 2018 folgte eine wiederkehrende Rolle in der Fernsehserie Sadovoe Koltso. Im selben Jahr war sie als Episodendarstellerin in der US-amerikanischen Fernsehserie The Romanoffs zu sehen. 2020 spielte sie in acht Episoden der Fernsehserie Phantom die Rolle der Vera.

## Filmografie (Auswahl)
- 2001: Northern Lights (Severnoe siyanie/Северное сияние)
- 2002: Podmoskovnaya elegiya (Подмосковная элегия, Fernsehfilm)
- 2003: Interesting Men (Interesnye muzhchiny/Интересные мужчины)
- 2003: Kamenskaya: Stilist (Каменская: Стилист, Fernsehfilm)
- 2005–2008: Matrioshki – Mädchenhändler (Matroesjka's/Матрёшки, Fernsehserie, 12 Episoden)
- 2006: The Count of Montenegro (Graf Montenegro/Граф Монтенегро)
- 2007: Vice (Tiski/Тиски)
- 2008: Hetzjagd – Lauf um dein Leben (S.S.D./С.С.Д.)
- 2008: Hipsters (Stilyagi/Стиляги)
- 2009: Lyubov kak motiv (Любовь, как мотив, Fernsehfilm)
- 2010: Vzroslaya doch, ili Test na... (Взрослая дочь, или Тест на...)
- 2012: Blood of War
- 2013: Dark World 2 – Equilibrium (Tjomny mir: Rawnowessije/Равновесие)
- 2017: Adaptatsiya (Адаптация, Fernsehserie, 17 Episoden)
- 2017: The Optimists (Оптимисты, Fernsehserie, 13 Episoden)
- 2018: Sadovoe Koltso (Садовое кольцо, Miniserie, 12 Episoden)
- 2018: The Romanoffs (Fernsehserie, Episode 1x03)
- 2020: Phantom (Fantom/Фантом, Fernsehserie, 8 Episoden)